# Tabaporã
Tabaporã é um município brasileiro do estado de Mato Grosso, localizado na latitude sul 11º18'08", longitude oeste 56º50'12".

## História
Tabaporã é um município que se localiza ao norte do estado de Mato Grosso na floresta Amazônica.
A denominação do município é de origem Tupi, sendo homenagem aos antigos moradores desta vasta área, hoje habitada pelo homem branco, e foi um ilustre cidadão, um poeta da mais alta linhagem que sugeriu o nome da cidade – Carlos Drumond de Andrade, o mineiro que ficou imortalizado pelos versos que compôs "...no meio do caminho existia uma pedra, existia uma pedra no meio do caminho". Tabaporã significa taba: aldeia, povoação e porã: bonito, belo, formoso. "Cidade Bonita".
A localidade que deu origem ao atual município de Tabaporã tinha uma área era de quase 400 mil km² e era de propriedade da empresa "Apolinário Empreendimentos Imobiliários Ltda". Começou a ser colonizada em 1984, pela empresa "Zé Paraná Empreendimentos Imobiliários Ltda." (de José Pedro Dias, o "Zé Paraná"), que efetuou desde a abertura de estradas e a construção de pontes, até a demarcação e a venda dos lotes rurais e urbanos. Os moradores vieram, em sua maioria, dos Estados de São Paulo e do Paraná.
A localidade foi elevado a município em 20 de dezembro de 1991 (Lei estadual nº 5.913), com território de 8.499,15 km².

## Economia
A economia de Tabaporã tem como base os setores agropecuário e madeireiro. São 200.000 cabeças de gado e, na agricultura, se destacam as produções de soja (98.000 hectares); milho (27.000 hectares); arroz (7.000 hectares) e algodão (4.450 hectares).
Além do latifúndio, entre 2010 e 2011, 1.056 famílias assentadas e 159 famílias tradicionais viviam da agricultura familiar.
A produção do setor madeireiro (madeira bruta e beneficiada) é vendida no mercado dos estados de São Paulo, Rio de Janeiro, Minas Gerais e Paraná, basicamente.

## Geografia
O clima de Tabaporã é Tropical chuvoso com duas estações nítidas: seca (maio a setembro) e chuva (janeiro a março), com precipitação anual de 2.500mm, temperatura média de 24°C, máxima de 40°C e mínima de 4°C.
A área do município de Tabaporã e predominantemente plana (80%), altitude média de 330 metros acima do nível do mar. Os Solos mais encontrados são LVE e LVA, que se prestam à agricultura e à pecuária, e também para culturas permanentes, como seringueira e guaraná.
A vegetação predominante é de Floresta Tropical (90%) com cerrado e cerradões nas demais áreas (10%), com destaque fitogeográfico para floresta ombrófila aberta tropical. Estima-se que a área florestal derrubada do município é de aproximadamente 50%.
Os rios mais importantes que cruzam o território do município são: o Rio São Francisco, o Rio Apiacá, o Rio dos Peixes e o Rio Batelão.

## Eventos anuais
- fevereiro/março - Carnaval na Praça
- maio - Cavalgada Ecológica
- maio - Passeio Ciclístico contra a Tabaco
- julho - Festival de Pesca (parte do campeonato estadual de pesca esportiva)
- julho - Festival de Dança
- julho - Exporã
- setembro - Festival de Canoagem
- outubro - Semana Cultural
- novembro - Caminhada na Natureza
- dezembro - Rally de Aventura – Rota das Cachoeiras